# ディアブロ・キャニオン原子力発電所
ディアブロ・キャニオン発電所（Diablo Canyon Power Plant）は、カリフォルニア州 サンルイスオビスポ郡アビラ･ビーチに位置する原子力発電所である。発電所には、ウェスチングハウス社設計の加圧水型原子炉があり、パシフィック・ガス・アンド・エレクトリック(PG&E)が運用を行っている。施設はカリォルニア州アビラ･ビーチの約750エーカー (300 ha)の敷地を占める。
2つの1,100 MWの原子炉が毎年約18,000 GWhの発電を行い、500 kV の送電線を通じて約220万人に電気を供給する。施設は断層の上に建てられており、近くに別の断層もある。
発電所は原子力規制委員会リージョンIVの管轄圏内にある。
2009年11月、PG&Eは原子力規制委員会に20年間の免許更新を申請した。

## 設備

### 1号機
1号機はウェスチングハウス社製の1,122 MWの加圧水型原子炉である。1985年5月7日より運用されており、2024年11月2日まで運用免許が与えられている。2006年現在、9,944,983 MWhの発電を行う。

### 2号機
2号機はウェスチングハウス社製の1,118 MWの加圧水型原子炉である。1986年3月3日より運用されており、2025年8月20日まで運用免許が与えられている。2006年現在、8,520,000 MWhの発電を行う。
発電所は太平洋から冷却水を引いており、嵐の際には海藻が冷却水に混入しないよう稼働率が80 %に抑えられる。冷却水は一度のみ利用され再循環はされず、若干高い水温で太平洋に返される。

## 地震対策
ディアブロ・キャニオン原発は、サンアンドレアス断層を含む4つ断層から引き起こされる可能性のある、マグニチュード6.75の地震に耐えられるよう設計されたが、後にマグニチュード7.5の揺れにも耐えられるように改良された。重層的な地震監視システムと安全システムが設計されており、揺れが起きた際にはすぐに停止することになっている。

## 沿革
パシフィック・ガス・アンド・エレクトリック社 (PG&E) はディアブロ・キャニオン原発の建設が許可される前の6年間、ヒアリング、住民投票、訴訟を受けた。一番の懸念は地震に十分に耐えられるかどうかであった。工事が始められた1968年に建設予定地は安全であると判断された。
1973年に原発が完成したとき、沖合数マイルの地点に活断層であるホスグリ断層が発見された。この断層は1927年11月4日にマグニチュード7.1の地震を発生されており、この規模では1906年のサンフランシスコ地震の16分の1に匹敵する力を引き起こす可能性があった。会社側は計画を見直し、地震発生時に安定性を強化する構造的補強を追加した。1981年9月、PG&Eは二つの原子炉にの構造的補強について完成予想図が一つしか使われていることを発見した。作業員に対して第二原子炉の工事をする際には完成予想図を反転して利用するよう指示していたにもかかわらず、実際には反転させずにそのまま利用した。
チャールズ・ペロウによると、その工事ミスの結果、「補強すべき箇所に手がつけられないままになった一方、多くの箇所で必要のない補強が行われた。」。
にもかかわらず、1982年3月、原子力規制委員会は原発の安全性を認証し、1968年の決定の見直しは行わないことを決定した。
振動などによって冷却水中の燃料棒の核燃料の漏出や、空気中への放出、爆発などの懸念について、PG&Eや原子力規制委員はそのようなシナリオは検証済みであり、漏出が起きる根拠はないと主張した。しかし、追加の研究も進行中である。
2010年8月の原子力規制委員会の資料では、地震で原子炉に重大なダメージを受ける可能性は23,817分の1とされていた2011年4月、福島第一原発事故発生を受け、PG&Eは自社の新たな検証が終わるまで、免許更新を許可しないことを要請した。

## ディアブロ・キャニオンにおける反対運動
ディアブロ・キャニオンは反核活動家による訴訟や抵抗を受けながらも、建設と操業開始が行われた。
1981年には2週間で1,900人の活動家が逮捕される反対運動が起き、米国の反核運動最大の逮捕者数となっている。
2011年4月、ロイス・キャップス連邦下院議員とサム・ブレイクスリー州上院議員が、安全性に対する懸念を表明した。キャップス議員は、「原子力規制委員会は全ての断層についてさらなる検証が行われるまで、免許更新を与えるべきではない。」と発言した。

## 閉鎖計画と延長計画
2016年6月、PG&Eは2025年までに閉鎖することを発表した。2018年にカリフォルニア州は原発の廃止を容認した。
これに対し、2021年11月にアメリカ原子力学会は閉鎖がカリフォルニア経済と環境に大きな被害をもたらすとして、炭素を排出しないクリーンエネルギーである原子力発電を閉鎖することに再考を促した。2022年2月には80人近い科学者が連名で原子力発電所の閉鎖を遅らせるようにギャビン・ニューサム州知事に要請した。2022年6月、カリフォルニア州議会はディアブロ・キャニオン原子力発電所閉鎖の延期のために最大7500万ドルの資金援助を行うことを承認した。